# Фицмайер, Джозеф
Джозеф Фицмайер (англ. Fitzmyer Joseph SJ, 4 ноября 1920, Филадельфия, США — 24 декабря 2016) — американский католический богослов, экзегет, семитолог, священник Общества Иисуса. Написал работу «Богословие Павла», которая представляет сотериологию, христологию, антропологию и экклезиологию апостола Павла. Специалист по Кумранским рукописям.

## Биография
В июле 1938 году вступил в орден иезуитов. Высшее образование получил в университетах Чикаго, Лувена, Балтимора, Папском библейском институте. Занимался преподавательской и исследовательской деятельностью в области библеистики в университетах Loyola, Чикаго, США и в Facultes С-Albert de Louvain, Бельгия.

## Научная деятельность
Фицмайер занимал редакционные должности в многочисленных академических богословских журналах, таких как «Журнал библейской литературы», «Католический библейский ежеквартальник». Является автором многочисленных книг и статей, которые касаются Библии, богословия, христологии. В соавторстве написал статьи к «Иеронимовскому» библейскому комментарию («Жизнь апостола Павла», «Новозаветные послания»).
C 1971 по 1976 год был главным редактором библейского журнала «Journal of Biblical Literature».

## Богословские воззрения
В своей работе «Богословие Павла» Фицмайер описывает духовный опыт апостола Павла, источником которого стала его встреча с воскресшим Иисусом Христом на дороге по пути в Дамаск. Он показывает связь апостола Павла с традицией Ветхого Завета, которая глубоко повлияла на его богословие. Учение апостола Павла о Иисусе Христе, по мнению Фицмайера, развивалось постепенно, раскрываясь от послания к посланию, что показывает влияние духовной жизни апостола Павла на развитие его учения о Иисусе Христе. Фрицмайер уделяет большое внимание христологии апостола Павла, утверждая, что Иисус Христос является отправной точкой и центром формирования его сотериологического учения.